# David Schlemko
David Schlemko (* 7. Mai 1987 in Edmonton, Alberta) ist ein ehemaliger kanadischer Eishockeyspieler, der im Verlauf seiner aktiven Karriere zwischen 2004 und 2019 unter anderem 441 Spiele für die Phoenix bzw. Arizona Coyotes, Dallas Stars, Calgary Flames, New Jersey Devils, San Jose Sharks und Canadiens de Montréal in der National Hockey League auf der Position des Verteidigers bestritten hat.

## Karriere
David Schlemko spielte während seiner Juniorenzeit von 2002 bis 2004 für die Knights of Columbus Pats in der Alberta Midget Hockey League und danach drei Jahre für die Medicine Hat Tigers in der Western Hockey League. Während dieser Zeit gewann er mit den Medicine Hat Tigers den Ed Chynoweth Cup. Nachdem er im Sommer 2007 die Altersgrenze für die Juniorenteams überschritten hatte, wurde der Defensivakteur als Free Agent von den Phoenix Coyotes unter Vertrag genommen. Der Kanadier wurde direkt zu den Arizona Sundogs in die Central Hockey League geschickt, bei denen er sich sogleich einen Stammplatz erkämpfte und auch als Vorlagengeber in Erscheinung trat. In den Play-offs setzten sich die Sundogs durch und gewannen die Finalserie um den Ray Miron President’s Cup in vier Partien gegen die Colorado Eagles.
In derselben Spielzeit absolvierte Schlemko eine Partie für die San Antonio Rampage in der American Hockey League. Im Folgejahr stand der Verteidiger fix in San Antonio im Einsatz und zählte dort sogleich zu den Leistungsträgern. Noch während der Saison 2008/09 debütierte der Kanadier für die Phoenix Coyotes in der National Hockey League. Die darauffolgende Saison verbrachte der Abwehrspieler größtenteils in der AHL bei den San Antonio Rampage, erhielt jedoch mehr Eiszeit bei den Coyotes und hatte zum Saisonende 17 Einsätze in der NHL zu Buche stehen.
Im Januar setzten die Coyotes ihn auf den Waiver, um ihn an ihr Farmteam abzugeben. Im Zuge dessen verpflichteten ihn die Dallas Stars. Dort blieb Schlemko nur knapp zwei Monate, ehe er – erneut über den Waiver – von den Calgary Flames verpflichtet wurde. In Calgary beendete der Verteidiger die Saison, ehe er im September 2015 als Free Agent für ein Jahr von den New Jersey Devils unter Vertrag genommen wurde. Dieser Kontrakt wurde nach der Spielzeit 2015/16 nicht verlängert, sodass Schlemko sich als Free Agent den San Jose Sharks anschloss, die ihn mit einem Vierjahresvertrag ausstatteten. In San Jose konnte der Kanadier die in ihn gesetzten Erwartungen jedoch nicht vollends erfüllen, sodass ihn das Team für den NHL Expansion Draft 2017 ungeschützt ließ.
Der Verteidiger wurde daraufhin im Expansion Draft von den Vegas Golden Knights ausgewählt, jedoch nur einen Tag später im Tausch für ein Fünftrunden-Wahlrecht im NHL Entry Draft 2019 an die Canadiens de Montréal abgegeben. Bei den Habs schaffte es Schlemko nur bedingt wieder konstante Leistungen zu zeigen und fand sich im Verlauf beider Spieljahre auch über kurze Zeit in der AHL beim Farmteam Rocket de Laval wieder. Im Februar 2019 trennten sich die Franko-Kanadier gemeinsam mit Byron Froese von ihm und transferierten ihn im Tausch für Christian Folin und Dale Weise zu den Philadelphia Flyers. Dort kam er bis zum Saisonende ausschließlich für Philadelphias Farmteam Lehigh Valley Phantoms in der AHL zum Einsatz. Anschließend beendete er seine Karriere als Aktiver.

## Erfolge und Auszeichnungen
- 2007 WHL East Second All-Star Team
- 2007 President’s-Cup-Gewinn mit den Medicine Hat Tigers
- 2008 Ray-Miron-President’s-Cup-Gewinn mit den Arizona Sundogs

## Karrierestatistik
(Legende zur Spielerstatistik: Sp oder GP = absolvierte Spiele; T oder G = erzielte Tore; V oder A = erzielte Assists; Pkt oder Pts = erzielte Scorerpunkte; SM oder PIM = erhaltene Strafminuten; +/− = Plus/Minus-Bilanz; PP = erzielte Überzahltore; SH = erzielte Unterzahltore; GW = erzielte Siegtore; 1 Play-downs/Relegation; Kursiv: Statistik nicht vollständig)